# 介護スナック ベルサイユ
『介護スナック ベルサイユ』（かいごスナック ベルサイユ）は、2025年3月22日と29日に東海テレビ制作・フジテレビ系列「土ドラ」枠で放送されたテレビドラマ。主演は尾碕真花。

## キャスト

### 主要人物
小日向柊（こひなた しゅう）
演 - 尾碕真花

上杉まりえ（うえすぎ まりえ）
演 - 宮崎美子

## スタッフ
- 企画・プロデュース - 市野直親（東海テレビ）
- 原作・脚本 - 清水有生
- プロデューサー - 鵜澤龍臣（東海テレビ）、河角直樹（東海テレビ）
- 演出 - 六車俊治
- 制作著作 - 東海テレビ